# アルタヴィッラ・シレンティーナ
アルタヴィッラ・シレンティーナ（伊: Altavilla Silentina）は、イタリア共和国カンパニア州サレルノ県にある、人口約7,100人の基礎自治体（コムーネ）。

## 地理

### 位置・広がり

#### 隣接コムーネ
隣接するコムーネは以下の通り。
- アルバネッラ
- カステルチーヴィタ
- コントローネ
- ポスティリオーネ
- セッレ

## 行政

### 分離集落
アルタヴィッラ・シレンティーナには、以下の分離集落（フラツィオーネ）がある。
- Borgo Carillia, Cerrelli, Scalareta, Cerrocupo